# 江苏大丰麋鹿国家级自然保护区
32°59′29″N 120°48′58″E / 32.991415°N 120.816137°E
江苏大丰麋鹿国家级自然保护区，江苏省盐城市大丰区，面积3000公顷。1997年成为中国国家级自然保护区，主要保护对象为麋鹿及其生态环境。 2002年被列入国际重要湿地名录。2019年经联合国教科文组织世界遗产委员会批准，作为中国黄（渤）海候鸟栖息地（第一期）的一部分被列入世界遗产名录，称为中国第一个滨海湿地类型的世界自然遗产。
保护区位于黄海西岸，区内有大面积的滩涂、沼泽、盐碱地，动植物资源丰富，区系成分复杂。自然植被主要有白茅、芦苇等，维管束植物共有223种；动物有兽类20多种，鸟类182种，两栖类和爬行类27种，鱼类150种、棘皮动物10种，环节动物62种，腔肠动物8种、浮游动物98种，具有典型的沿海滩涂湿地生态系统及其生物多样性。
1986年8月，中华人民共和国林业部和世界野生生物基金会（WWF （页面存档备份，存于））合作从英国伦敦的七家动物园引种39头麋鹿到保护区，晋升为国家级保护区之前，麋鹿繁殖到268头。保护区还有国家一级保护动物大天鹅、河鹿等19种，中日候鸟保护协定的鸟类有95种，是候鸟重要越冬地。